# Dendrophidion rufiterminorum
Dendrophidion rufiterminorum es una especie de serpiente que pertenece a la familia Colubridae. Es nativo de Guatemala, Belice, Honduras, Nicaragua y Costa Rica.